# Dean Tavoularis
Dean Tavoularis (Lowell, 18 de maio de 1932) é um diretor de arte grego-estadunidense. Venceu o Oscar de melhor direção de arte na edição de 1975 por The Godfather: Part II, ao lado de George R. Nelson e Angelo P. Graham.